# Константин Баждеков (комунист)
Константин Григоров Баждеков е български общественик, учител, деец на Българската комунистическа партия от първата половина на XX век.

## Биография
Баждеков е роден в 1881 година във Воден. Завършва гимназия в Солун и през 1897 се преселва в Свободна България. Работи като учител в село Средогрив, Видински окръг (1898 — 1900). В 1904 година завършва право в Софийския университет. Става член на БРП. Изпратен е специално от Централния комитет на партията в Оряхово да укрепи местната партийна организация. Кандидат е за народен представител.
Умира в София в 1929 година. Баща е на лекаря Белизар Баждеков.